# Gerbereien in Hilden
In Hilden gab es zwischen 1820 und 1961 acht Standorte mit Gerbereien und Lederfabriken.
Alle diese Lederfabriken und Gerbereien wässerten ihre Felle und Tierhäute im Itterbach und ließen ihre Gerberlohe und ihren Kalk in diesen ab. Im Jahr 1900 arbeiteten 263 Arbeiter in Hilden in Lederfabriken.

## Standorte Ortsmitte (heute Markt, Schwanenstraße, Nové-Město-Platz)

### Gerberei Lorenz Fuchs später Johann Bouretour (1842–1892)
Im Hildener Ortskern, Mittelstraße 70, gründete der Gerber Lorenz Fuchs 1842 direkt an der Itter eine Gerberei. Nachdem Fuchs verstorben war, heiratete seine Witwe Theresia, geb. Schafhausen (* 1809; † 13. Mai 1892), im Jahr 1848 den Gerber Johann Bouretour (* 1821; †  17. Oktober 1892 in Hilden), der dann auch die Gerberei übernahm und weiterführte. 1853 verfügte der Betrieb über 7 Gruben und 5 Bütten und verarbeitete jährlich 800 Häute. Das Unternehmen endete mit einem Konkursverfahren, das am 23. März 1892 eröffnet wurde. Theresia Bouretour starb bereits eine Woche nach Eröffnung des Konkursverfahrens und Johann Bouretour noch vor der Versteigerung seines Grundbesitzes in Hilden und Eller. Das Erlöschen der Firma am 23. Oktober 1899 haben beide nicht mehr erlebt.

### Gerberei Eduard später Edmund Kappel (1872–1922)

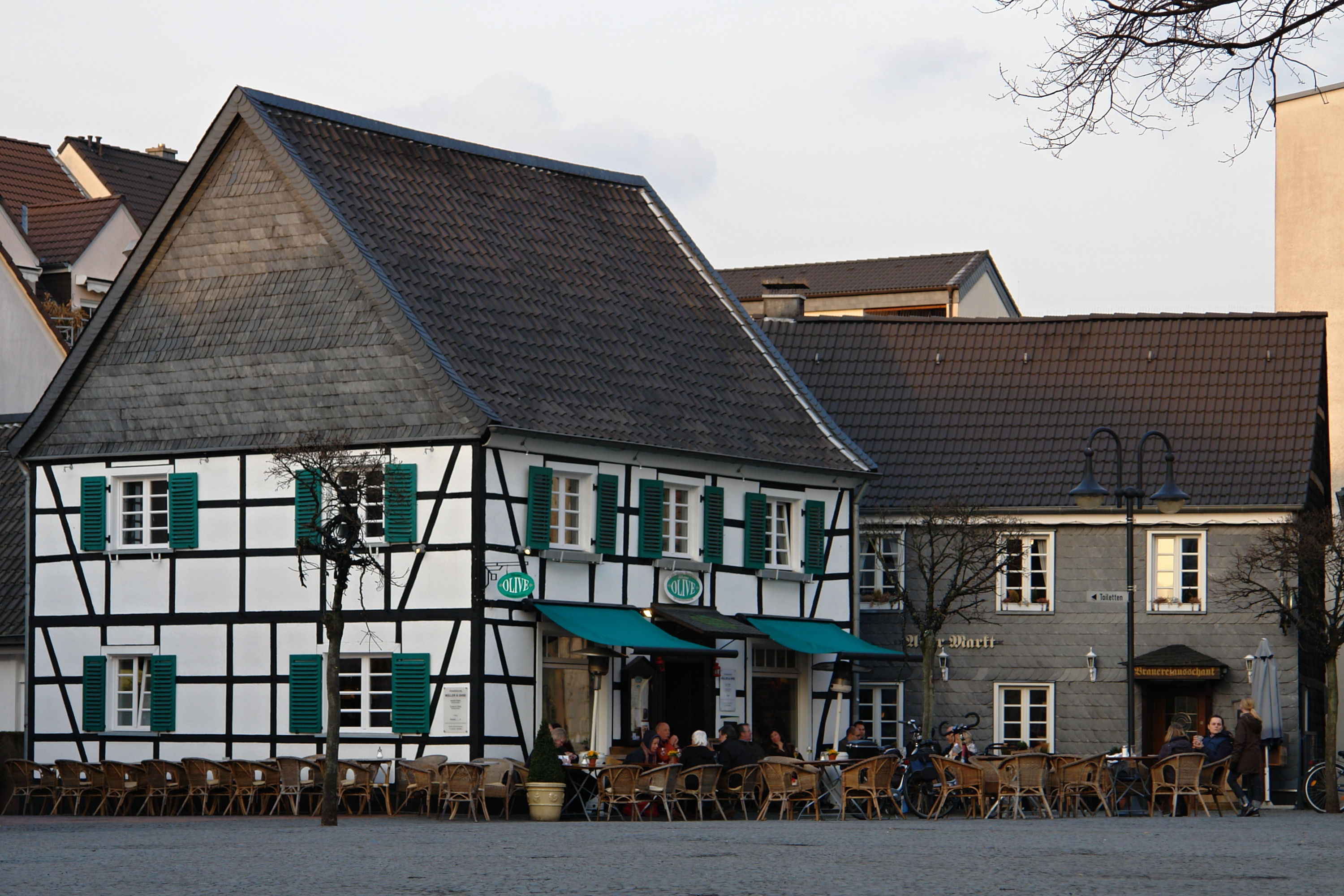
Wohnhäuser Kappel, Markt 4–6, hinter denen die Gerberei lag

Am 23. Mai 1872 beantragte der Ackerer Wilhelm Kappel beim Hildener Bürgermeister Pabst eine Genehmigung zur Anlage einer Lohgerberei auf seinen Grundstücken am Itterbache. Danach gründete sein Sohn Eduard Kappel am 30. Juli 1872 südlich der Itter, Markt 4, eine kleine, handwerkliche Gerberei. Er betrieb sie zusammen mit seinem Sohn Edmund Kappel. Die Familie Kappel bewohnte die Häuser Markt 4 und Markt 6. Die Gerberei und eine von Ernst Kappel geführte Schlosserei befanden sich in Anbauten. Ab 1922 sind sie im Adressbuch nicht mehr verzeichnet.

### Schäftefabrik und Schuhfabrikation Hugo Frauenhof (1887–2013)
Auf dem Gelände der ehemaligen Ölmühle neben dem Haus auf der Bech in der Schwanenstraße 17 gründete Theodor Hugo Frauenhof am 28. August 1887 eine Feingerberei und Schäftefabrik. Hier wurden vor allem Stiefeletten fabriziert und zeitweise waren hier 30 bis 35 Stepperinnen und Zurichter beschäftigt. Als sein Neffe Richard Frauenhof 1935 die Firma übernahm, wandelte er sie in eine Großhandlung für Schuhmacherbedarf um. Sie wurde ab 1945 in einen „Technischen Großhandel für den Industriebedarf“ umgewandelt. Die Ausdehnung der Geschäftstätigkeit auf „Umwelttechnik“ mit dem Vertrieb von Schläuchen, Armaturen sowie der Konfektion von Schlauchleitungen erfolgte 1958 unter der Leitung von Richard Frauenhof.
Nach dem Tod Richard Frauenhofs im Jahr 1965 führte seine Witwe Susanne das Unternehmen als Komplementärin unter der Firmierung Frauenhof KG mit Gottfried Osten als Kommanditisten weiter. 1989 erfolgte die Umwandlung in eine GmbH. Nach Ausscheiden von Susanne Frauenhof aus der Geschäftsführung übernahm Gottfried Osten 1992 alle Besitzanteile. In der Schwanenstraße wurde 1995 noch ein Neubau eines Büro- und Lagergebäudes mit ca. 1000 m² Lagerfläche errichtet.
Die Firma Hugo Frauenhof GmbH Industriebedarf und Umwelttechnik siedelte im Jahr 1998 auf ein größeres Gelände am Mühlenbachweg 5 in Hilden um. Zum 31. Dezember 2013 beendigte sie ihre Aktivitäten im Bereich Schuhmacherbedarf und das Geschäftsfeld wurde auf einen Mitbewerber übertragen.
Heute fertigt sie: Schlauch- und Kupplungstechnik, Kanal- und Rohrreinigungstechnik, Kanalprüfung und Kanalsanierung, Höchstdrucktechnik, Luftförderanlagen und Arbeitsschutz-Ausrüstungen.

## Standorte Mettmanner Straße, Mühlenstraße (heute am Rathaus, Bast-Bau-Siedlung)

### Johann Heinrich Stürmer und Otto Jüntgen (1850–1928)

Lederfabrik Stürmer, Hilden

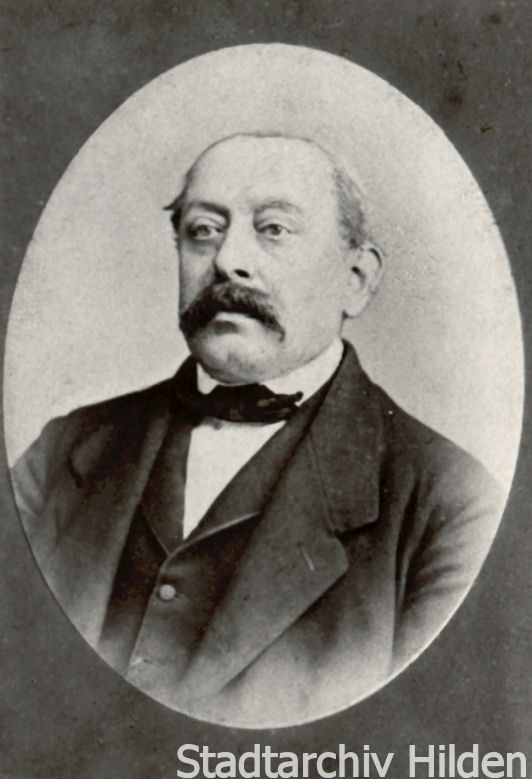
Johann Heinrich Stürmer (1822–1886)

Bereits 1850 hatte Johann Heinrich Stürmer (* 19. Februar 1822 in Hilden; † 29. Mai 1886 ebenda) um Konzessionierung einer Gerberei auf seinem an der Itter, der Mühlen- und Mettmanner Straße gelegenen Grundstück gebeten. Dort steht heute die Bast-Bau-Siedlung Ecke Am Rathaus / Mühlenstraße.
Da dieses Vorhaben auf entschiedenen Widerspruch des unmittelbar unterhalb fabrizierenden Schafwollspinners Johann Kreisköther (* 1800 in Hilden; † Januar 1879 ebenda) gestoßen war, kam es erst 1852 zur Konzessionierung, dann aber noch beträchtlich später erst 1860 zur Gründung der Fabrik.
Sie erfolgte gemeinsam mit dem Gerber Otto Jüntgen (* 1834; † 6. März 1899 in Hilden), der 1860 nach Hilden gezogen war.
Die beiden Firmeninhaber trennten sich indessen 1864, und Johann Heinrich Stürmer baute sein Werk in rascher Folge zu einem Großbetrieb aus, der bis 1961 unter der Firmierung Max Jüntgen weiter bestand.
Stürmer benötigte zum Wässern und Gerben und für die Lederherstellung sauberes Itterwasser. Er hat es jedoch auch in unbrauchbarem Zustand, zeitweise völlig verschmutzt, als Abwasser in den Bach zurückgeleitet.
Zur Itterverschmutzung trugen zudem die Abwässer der Textilfabriken bei, die über eigene Färbereien und chemische Bleichereien verfügten, wie die wenig weiter oberhalb an der Hochdahler Straße betriebene Färberei von Reyscher & Bergmann, zeitweise die Kunstwollspinnereien von Jordan und Terberger (vormals Kreisköther), die unbedeutenden Färbereien des Unternehmens von Bruchhausen u. Benninghoven und der Nesseldruckerei von Dörner. Unterhalb des Stadtkerns kamen die großen Werke von Gressard & Co., Kampf & Spindler und Schlieper & Laag hinzu. Das benötigte Wasser wurde der Itter entnommen, in den verschiedensten Schattierungen gelangte es aus den großen Farbbottichen wieder in dieselbe zurück.
Deshalb beschwerte sich Johann Heinrich Stürmer ab 1874 auf extra himmelblau gedrucktem Papier bei Bürgermeister Pabst, dass „die Fabrik von Carl Bergmann & Cie. ihr schmutziges Farbwasser in den Teich respektable Itterbach abtreiben lässt, wogegen das Wasser oberhalb jener Fabrik hell und klar sei“. Es kam zu erregten Auseinandersetzungen, zu Ordnungsstrafen und ernsten Ermahnungen, ohne dass damit der Übelstand wirklich beseitigt worden wäre. Die farblich belastete Itter füllte die Schlossteiche mit schwarzbraunem, übelriechendem Wasser. Das Schloss Benrath gehörte der preußischen Krone und wiederholt wurde es von hohen und höchsten Persönlichkeiten besucht. Selbst Kaiser Wilhelm I. nahm bei Manövern dort Quartier. Um zu den Manövern im September die Park-Seen noch reinigen zu können, untersagte das Königliche Hofmarschall-Amt das Einleiten von Fabrikausflüssen in die Itter ab spätestens 1. Juli 1884. Die Itter speist – auch heute noch – in ihrem unteren Lauf die Kanäle und Wasserbecken des Benrather Schlossparks.
Infolge eines fast ununterbrochen guten Geschäftsverlaufs entwickelte sich die Firma Stürmer bald zu einem bedeutenden Betrieb, der auch in kritischen Zeiten der allgemeinen industriellen Lage Hildens einen guten wirtschaftlichen Sicherheitsfaktor darstellte.
Ein am 7. Juli 1885 ausgebrochener Fabrikbrand konnte diese Entwicklung nicht hemmen. Im Gegenteil, die Fabrik nutzte die Chance und modernisierte und vergrößerte sich schon im folgenden Jahre durch einen Neubau eines Sheds und durch mehrere Anbauten.
1928 geriet die Gerberei J. H. Stürmer in zunehmende finanzielle Schwierigkeiten und stellte die Produktion in Hilden ein. Max Jüntgen (* 20. April 1879; † 1966) bemühte sich, das insolvente Werk zu übernehmen. Bevor es jedoch dazu kam, eröffnete das Amtsgericht Düsseldorf-Gerresheim am 20. April 1928 ein Konkursverfahren (Az. 3 N 4/28). Die letzten Firmeninhaber waren die Kaufleute Alfred Stürmer und Hermann Vollmer. Erst nach über vier Jahren, am 14. Juni 1932 schloss das Gericht das Verfahren mit einem Zwangsvergleich ab.

#### Niederlassungen in Goldschmieden und Prühlitz

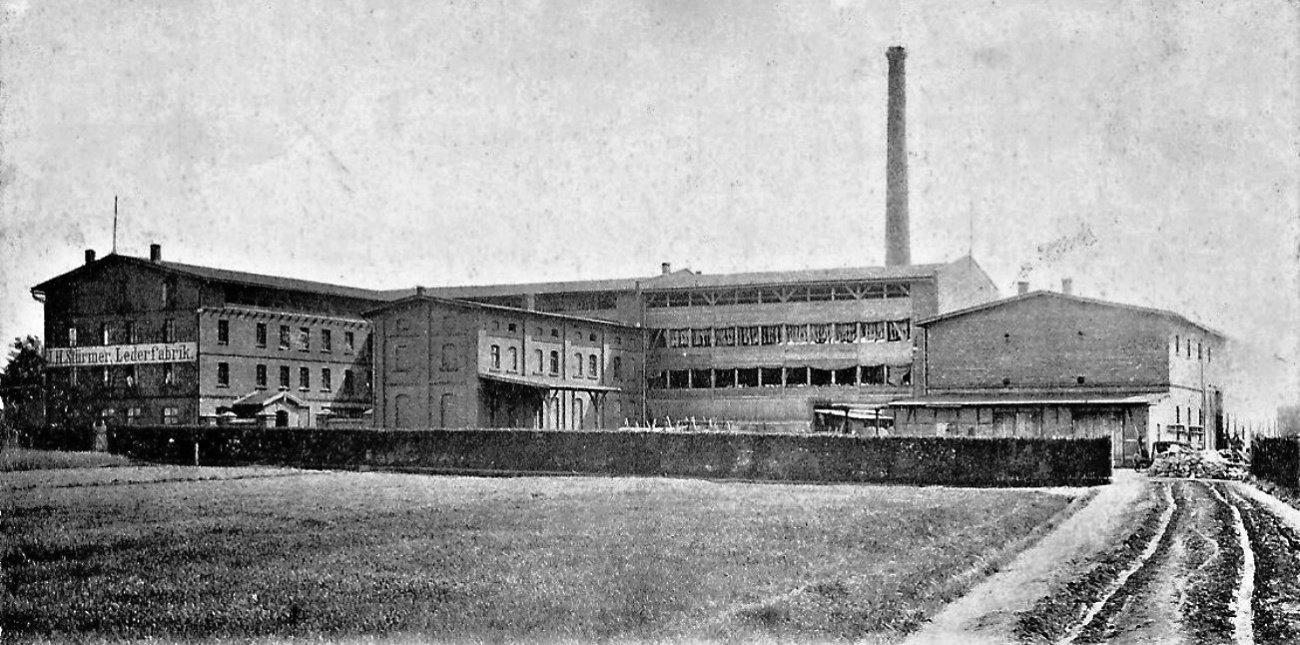
Lederfabrik Stürmer, Goldschmieden

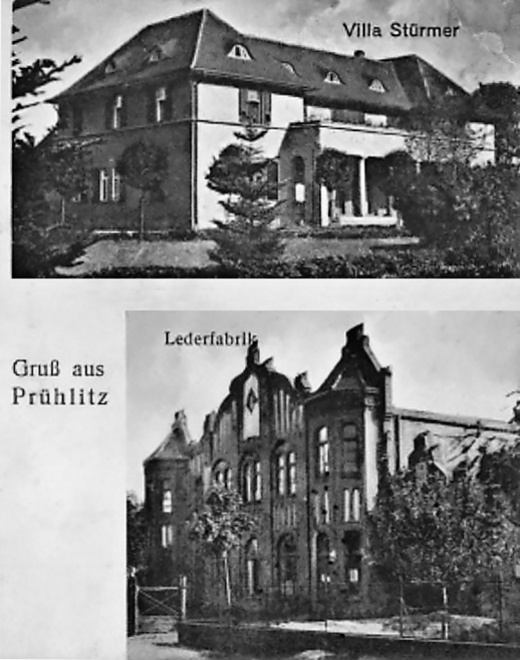
Villa (oben) und Lederfabrik (unten) Stürmer in Prühlitz

1891 errichtete das Hildener Unternehmen ein vom Bruder Edmund Stürmer (* um 1855; † 27. Mai 1913)  geleitetes Außenwerk in Goldschmieden bei Deutsch-Lissa (polnisch: Leśnica) in Schlesien. 1928 wurden beide Orte nach Breslau eingemeindet und gehören heute zum Stadtbezirk Fabryczna von Wrocław (früher Breslau). In Goldschmieden wurden Blankleder, Vachesleder und Geschirrleder erzeugt.
1908 wurde ein weiteres Werk in Prühlitz bei Wittenberg in Sachsen-Anhalt errichtet, das von Kurt Stürmer (* 30. Dezember 1888; † 19. Januar 1942 in Kassel) geleitet wurde.
Prühlitz gehört heute zum Stadtteil Mühlanger der Stadt Zahna-Elster. Das noch existierende Fabrikgebäude der Firma Stürmer wird seit 1994 von einem Tischlereibetrieb genutzt.

### Lederzurichterei Schäftefabrik J. H. Schuster (bis 1896)
In Kommission der Lederfabrik Stürmer betrieb in deren Räumen J. H. Schuster eine Lederzurichterei. Sie wurde 1896 nach Richrath, heute ein Stadtteil von Langenfeld (Rheinland), verlagert. Anstelle dessen richtete Stürmer eine eigene Zurichterei ein.

### Lohgerberei Joseph Schmitz, später Eduard Reusch (1820–1891)
Seit 1820 betrieb Joseph Schmitz (* um 1781) an der Einmündung der Mühlenstraße in die Mittelstraße eine Lohgerberei. Sie ging spätestens 1840 an Friedrich Reusch (* August 1779 in Kleinfischbach; † 26. Februar 1855 in Opladen) über, der sein Unternehmen später an seine Söhne Christian und Eduard Reusch (* 24. November 1824 in Doktorsdhünn; † 14. Juli 1891 in Hilden) übergab, die zunächst als Gebrüder Reusch firmierten. 1853 verfügte die Gerberei bereits über 6 Gruben und 5 Bütten und verarbeitete jährlich 1400 Häute. Am 5. Mai 1863 wurde das Unternehmen Eduard Reusch mit Eduard Reusch als einzigem Inhaber ins Handelsregister beim Amtsgericht Düsseldorf eingetragen. Neben der Gerberei betrieb Reusch einen Lederhandel. Bis ins Jahr 1880 besaß die Gerberei offenbar keine Konzession und Reusch war auch nicht Eigentümer des Grundstücks, denn Joseph Schmitz hatte das Gerbereigrundstück neben weiteren Grundstücken in Hilden an seinen Sohn Peter Josef Schmitz (* 21. November 1920 in Hilden; † 3. Juli 1885 in Tondorf) vererbt, der inzwischen Pfarrer in Tondorf (Eifel) war. Am 16. Februar 1880 beantragte der Pfarrer beim Hildener Bürgermeister Wachtel die Errichtung der Gerberei, obwohl diese schon seit Jahrzehnten bestand. Mit den Erträgen seiner Hildener Besitzungen war Peter Josef Schmitz in der Lage, seine Kirche, die Pfarrkirche St. Lambertus (Tondorf) unter anderem  mit einer neuen Orgel und neuen Fenstern auszustatten. 1891, nach dem Tod von Eduard Reusch, wurde die Gerberei stillgelegt. Danach ging das Gelände an die benachbarte Lederfabrik Stürmer über, die sich damit vergrößerte.

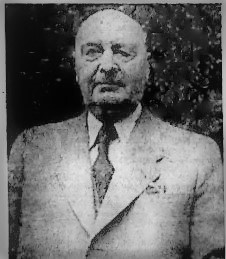
Gerber Max Jüntgen (1879–1966)

### Max Jüntgen ehemals Stürmer (1932–1961)
Der Fabrikant Max Jüntgen eröffnete 1932 an der Mühlen- und Mettmanner Straße (heute Am Rathaus) seine Lederfabrik, die er aus der Konkursmasse der Firma J. H. Stürmer erworben hatte. Die Fabrikhallen standen dort, wo heute der Nové-Město-Platz ist, bis zu den Flächen, wo zeitweise das Planungsamt und Musikschule waren und heute die Altenwohnungen Itter-Residenz am Rathaus sind. Sie stellte Riemen und technische Leder für die Industrie, Blankleder, das für Sättel, Taschen oder Schulranzen gebraucht wird, sowie Vachetteleder her. Bei Blankleder kann der Gerbungsprozess mitunter vier Monate dauern. Vache-Leder wird naturfarbig, eingefärbt oder als Möbelleder in Sattlereien, in der Möbelindustrie, sowie bei der Schuhherstellung verwendet.
Die Ledergerberei Max Jüntgen schloss 1961.
Die leeren Gebäude blieben stehen und verfielen. Nachdem durch einen Brand im März 1980 der Dachstuhl eines der Gebäude auf dem Gelände zerstört worden war, wurde der öffentliche Druck groß, die als Schandfleck empfundene Fläche neu zu gestalten. Erst am 5. August 1981 wurde der 40 Meter hohe Schornstein von der Langenfelder Sprengmeisterin Elisabeth Schauf (* 16. Juni 1929; † 31. Mai 2017) gesprengt. Auf dem Platz steht heute das neue Rathaus. Gegenüber erinnert eine kleine Bronzeplastik des Bildhauers Olaf Höhnen an die Lederindustrie. Sie zeigt einen Lohgerber, der sich mit seinem Schabmesser in der Hand über ein aufgespanntes Fell beugt und es bearbeitet.

### Wohnsiedlung Komplex Mühlenstraße

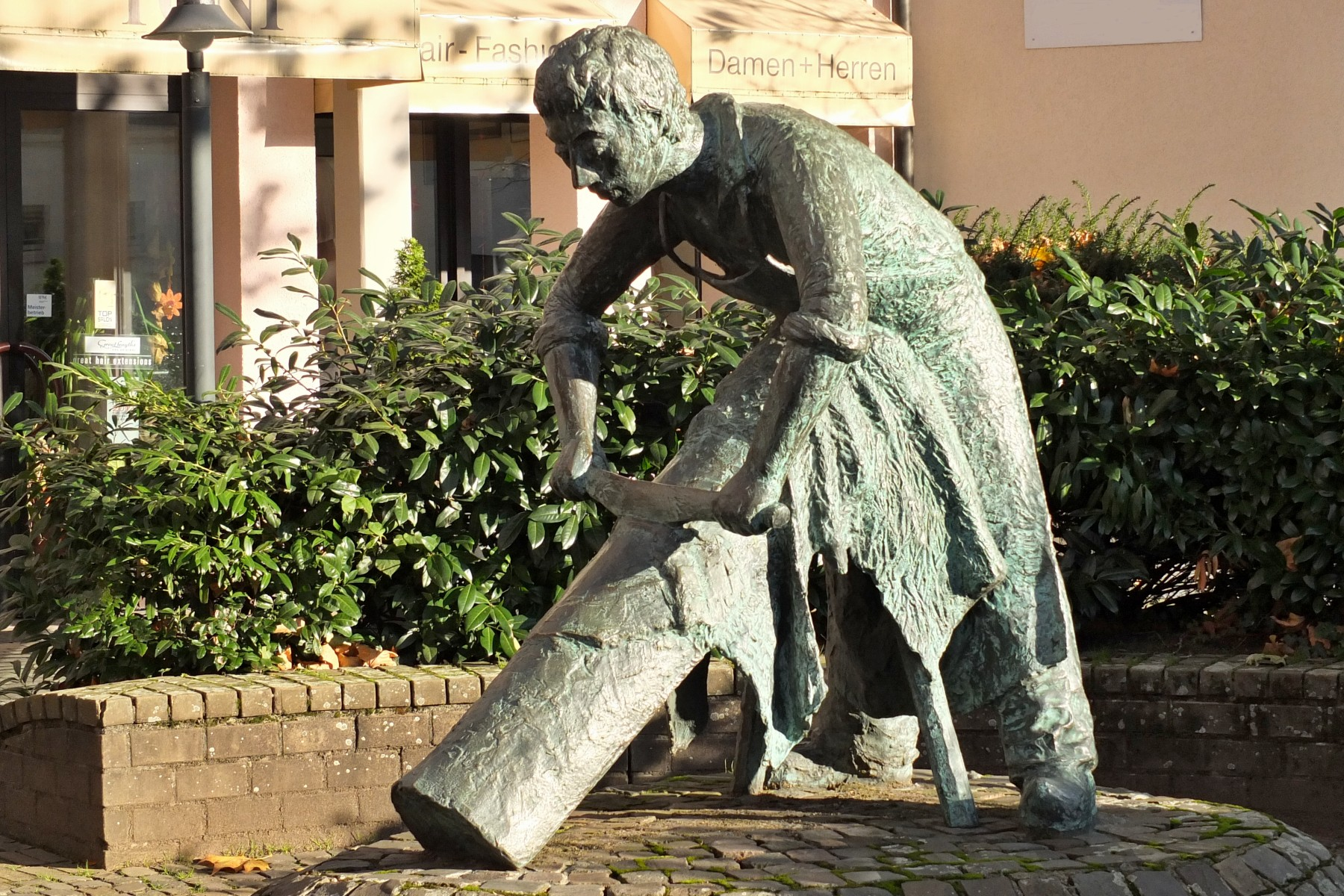
Olaf Höhnen Der Gerber (1986)

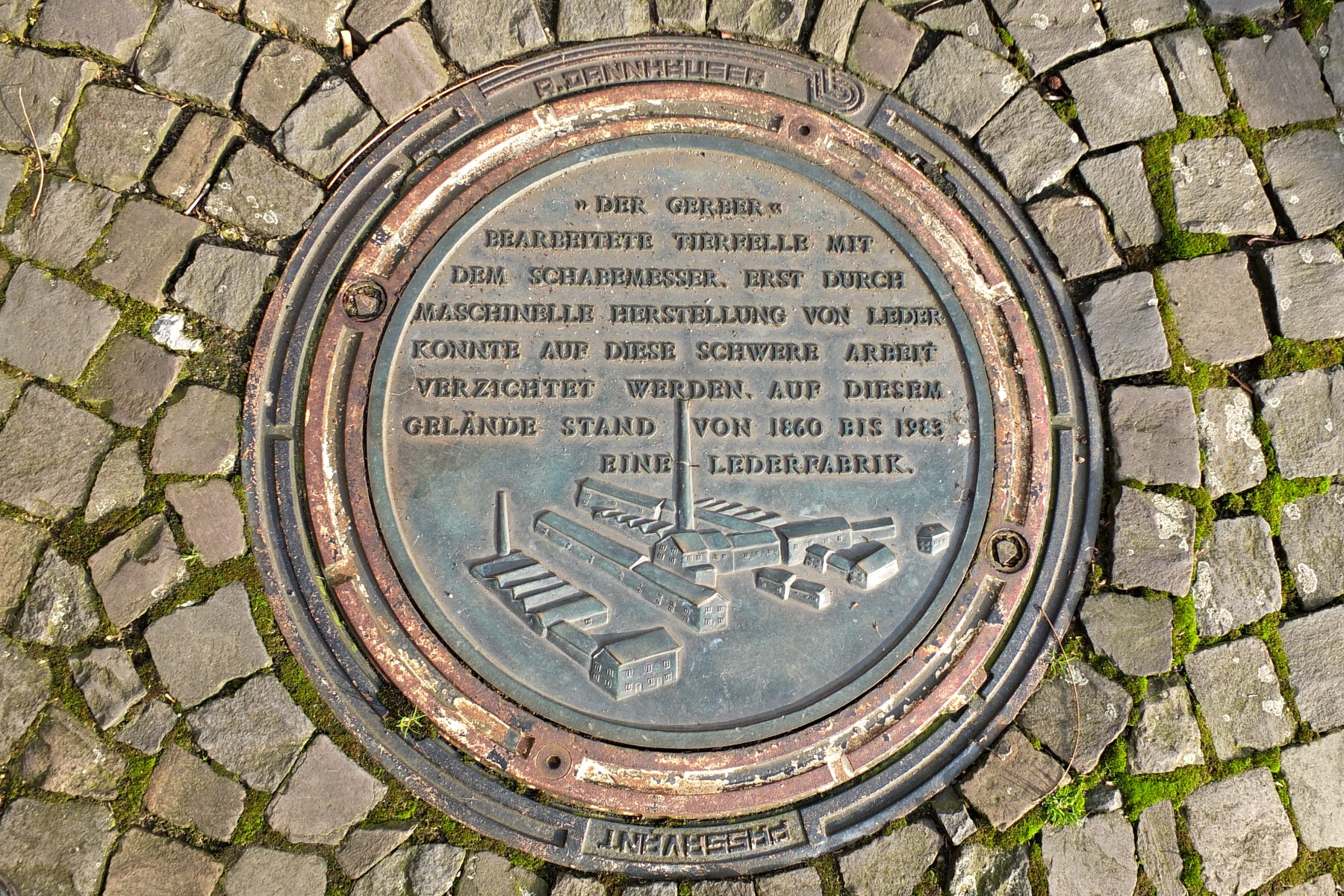
Der Gerber Kanaldeckel Hilden Muehlenstr Kanaldeckel

Der Architekt Hans Strizewski (* 12. Oktober 1928 in Düsseldorf; † 13. März 2022 in Hilden) hat 1987 den Komplex Mühlenstraße mit 200 Wohnungen entworfen. Strizewski hat dazu auch die Fassaden und Grundrisse gezeichnet. Strizewski entwarf außerdem in Hilden die Altenwohnungen und Siedlung auf dem Gelände von St. Marien (1976), die Stadthalle (1978), den Ersatzbau für das Seniorenzentrum Erikaweg (1990), das Rheinbahn-Kundencenter an der Gabelung (1999), und die Seniorenwohnungen an der oberen Mittelstraße neben der Sankt-Jacobus-Kirche (2001).
Investor der Wohnsiedlung Mühlenstraße war die Firma Bast-Bau aus Erkrath. Emil Bast (* 7. März 1926 in Düsseldorf; † 14. Februar 2000 ebenda) war auch Erbauer der Hildener Bismarck-Passage (1998).

## Standorte Walder Straße

### Lohgerberei Hermann Lipken (1877–1886)
Zu Beginn des Jahres 1877 beantragte der Lohgerber Hermann Lipken bei Bürgermeister Pabst eine Genehmigung zur Anlage einer Lohgerberei in dem Gebäude der 1875 abgebrannten Kunstwollspinnerei des Ernst Jordan an der Walder Straße (heute zwischen Ostseite des Itterparks und dem Großhandel Selgros Cash & Carry). Er eröffnete seinen Betrieb noch vor Ende desselben Jahres. 1881 errichtete er zusätzlich eine Turbine und 1882 eine Stauanlage. Die Lederfabrik stellte bis 1886 Vachetten (fertige Häute) und Blankleder her.

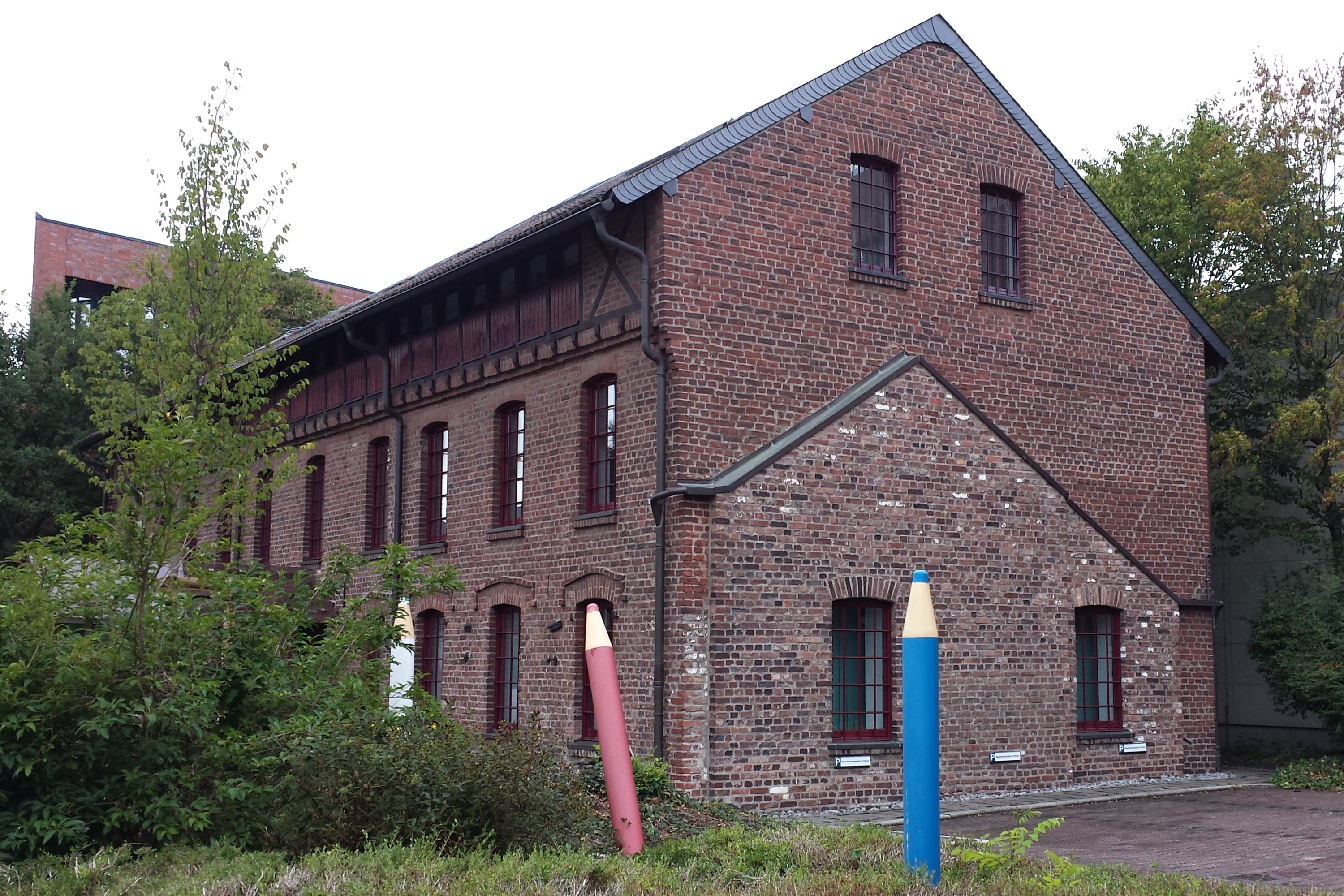
Von den Gerbern Dahlhaus und Friedrichs nacheinander genutztes Fabrikgebäude (2019)

### Eduard Dahlhaus, später Ludwig Friedrichs (1881–1900, 1903–1913)
Im Nachbargebäude von Hermann Lipken arbeitete der Lohgerber Eduard Dahlhaus. Nach ihm betrieb Ludwig Friedrichs von 1903 bis 1913 im selben Fabrikgebäude an der Walder Straße eine Gerberei. Die Gerber konnten damals noch das von der Itter abgeleitete Wasser des zwischen der Straße und dem Gebäude befindlichen Mühlengrabens nutzen. Der Graben wurde nach 1960 verfüllt. Eduard Dahlhaus wohnte Walder Straße 17.

### Gerberei August Breuer, später Hugo Groß-Selbeck (nach 1859–vor 1927)
In dem Haus an der Walder Straße 53, der ehemaligen Drahtstiftfabrik Kothes & Comp. (1852–1859), arbeitete zuerst der Gerber August Breuer; um 1890 befand sich darin das bedeutendere Unternehmen des um 1889 aus Mettmann zugezogenen Gerbereibesitzers Hugo Groß-Selbeck (* 1853; † nach 1936). Es ging vor 1927 an die Gerberei Otto Jüntgen über.

### Otto Jüntgen später Paul und Max Jüntgen
Otto Jüntgen hatte schon vor 1927 die Gebäude Walder Straße von der Gerberei Groß-Selbeck übernommen. Er wohnte Walder Straße 76.
Otto Jüntgen, anfänglich Kompagnon von Johann Heinrich Stürmer, gründete 1864 an der Walder Straße einen gleichartigen, selbständigen Betrieb, der ebenfalls besondere Bedeutung erlangte.
Die Firma übernahm 1880 eine von der Strafanstalt Düsseldorf erworbene, bereits 1874 von dieser konzessionierte Dampfkesselanlage mit Lokomobile. Weitere Konzessionen folgten. Die Firma expandierte und baute neue Fabrikgebäude an. In ihnen wurde 1895 eine neue Zurichterei gebaut und in Betrieb genommen. Otto Jüntgen wohnte Walder Straße 60.
Nach dem Tod von Otto Jüntgen am 6. März 1899 führten seine beiden Söhne Max (1879–1966) und Paul (1877–1949) das Geschäft unter dem alten Firmennamen zunächst gemeinsam weiter.
Am 31. Januar 1914 wurden wesentliche Teile des Werks an der Walder Straße durch ein großes Schadfeuer schwer in Mitleidenschaft gezogen. Es konnte nicht gelöscht werden, weil die Hydranten eingefroren waren.
Später trennten sich die beiden Brüder.
Max Jüntgen übernahm 1932 die Fabrik der 1928 eingegangenen Firma Stürmer an der Mühlen- und Mettmanner Straße (heute „Am Rathaus“).
Paul Jüntgen übernahm die väterliche Fabrik an der Walder Straße und leitete sie bis zu seinem Tod im Jahr 1949.
Die Nachfolgefirma siedelte 1962 nach Düsseldorf über und verpachtete das Hildener Werkgelände an den SB-Großmarkt Agros Essen KG, später Fegro, (heute Selgros Cash & Carry).

## Standort Meide

### Lederzurichterei und Schäftefabrik Hugo Meiser GmbH (1896–1932)
Hugo Fr. Meiser, ehemaliger Teilhaber der Schäftefabrik J. H. Schuster, gründete per 1. September 1896 zu Meide, Kleeferstraße 86 (heute Mozartstraße) die Hildener Leder- und Schäfte-Fabrik H. Meiser & Co. In der neuen Fabrik wurde eine Schäftefabrikation und eine Lederzurichterei eingerichtet.
Die Arbeiter stellten Militär-Bedarfsgegenstände, Garnituren für Hosenträger und Riemen her. Durch die krisensicheren Militäraufträge war es schon 1897 möglich, einen Erweiterungsbau zu errichten. Die Arbeiterzahl stieg von 25 auf über 120 an. Das Gebäude wurde am 3. Januar 1964 abgerissen.